# 巴耳末公式
巴耳末公式是1885年由瑞士数学教师巴耳末提出的用于表示氢原子谱线波长的经验公式
{\displaystyle \lambda =B{\frac {n^{2}}{n^{2}-4}}\qquad n=3,4,5\cdots }
其中λ是谱线的波长，B=3.6456×10-7m。，是一个常数。
巴耳末公式的提出经历了一个曲折的过程。在巴塞尔大学兼任讲师期间，年近60岁的巴耳末受到该校一位研究光谱的物理学教授哈根拜希（E.Hagenbach）的鼓励，开始试图寻找氢原子光谱的规律。当时氢光谱见光区波段的4条谱线已经过埃姆斯特朗等人的精确测定，通过观测恒星光谱也发现了紫外波段的10条谱线，然而它们波长的规律尚不为人所知。巴耳末从寻找可见光波段4条谱线波长的公共因子和比例系数入手，否定了将谱线类比声音的思路。受投影几何的启发，巴耳末利用几何图形为这些谱线的波长确定了一个公共因子，写出了巴耳末公式。巴耳末公式计算出的波长与实际测量值的误差不超过波长的1/40000，吻合得非常好。随后巴耳末又继续推算出当时已发现的氢原子全部14条谱线的波长，结果和实验值完全符合。1884年6月25日，巴耳末在巴斯勒自然科学协会的演讲中公布了这个公式，同年又将其发表在当地一个刊物上，1885年又刊载在《物理、化学纪要》杂志上。几年后，巴耳末又发表了有关氦光谱和锂光谱的各谱线频率之间的类似关系。
巴耳末公式对光谱学和近代原子物理学的发展产生了重要影响。用巴耳末公式表达的一组谱线位于可见光区，为纪念巴耳末，人们把这组谱线系命名为巴耳末系。随后又发现了不同于巴耳末系的來曼系、帕申系等线系，它们都符合比巴耳末公式更为普遍的里德伯公式。

## 参阅
- 巴耳末系
- 里德伯公式
- 玻尔模型

## 进一步阅读
- 巴耳末发现氢光谱规律的历史回顾